# Patoka River
Der Patoka River ist ein linker Nebenfluss des Wabash River im US-Bundesstaat Indiana. Der Fluss ist 260 km lang. Sein Einzugsgebiet umfasst 2230 km². Am Pegel Princeton, etwa 35 km oberhalb der Mündung, beträgt der mittlere Abfluss 30 m³/s.
Der Patoka River entspringt im Orange County im Süden von Indiana. Er fließt in überwiegend westlicher Richtung und weist ein stark mäandrierendes Verhalten auf. Am Oberlauf wird er zum Patoka Lake aufgestaut. Dieser dient der Abflussregulierung. Der Patoka River passiert die Kleinstadt Jasper sowie die Ortschaft Winslow. Nördlich von Oakland City liegt das Columbia Mine Preserve am südlichen Flussufer. Der Fluss ist streckenweise kanalisiert und begradigt. Der Patoka River passiert noch die Ortschaft Patoka und mündet schließlich gegenüber der Kleinstadt Mount Carmel in den Wabash River. Die Mündung des White River in den Wabash River liegt nur 2 km flussaufwärts. Das 1994 gegründete Patoka River National Wildlife Refuge and Management Area besteht aus mehreren Schutzgebieten, die entlang dem Flusslauf des Patoka River liegen.

## Hydrometrie
Mittlerer monatlicher Abfluss des Patoka River (in m³/s) am Pegel Princeton
gemessen von 1935–2013